# Gambulu

Mapa imperium nowoasyryjskiego

Gambulu (I tys. p.n.e.) – jedno z ważniejszych plemion aramejskich zamieszkujących w południowej Babilonii, w rejonie na wschód od rzeki Tygrys, w pobliżu granicy z Elamem. Po raz pierwszy Gambulu wymieniani są w inskrypcjach asyryjskiego króla Sargona II (722-705 p.n.e.), który w 710 r. p.n.e. poprowadził przeciwko nim jedną ze swych wypraw wojennych. Pojawiają się również często w tekstach jego następców: Sennacheryba (704-681 p.n.e.), Asarhaddona (680-669 p.n.e.) i Aszurbanipala (669-627? p.n.e.). Nazwa Gambulu, poza nazwą plemienia, była też jednocześnie nazwą krainy, którą plemię to zamieszkiwało.
Po podboju Gambulu przez Sargona II w 710 r. p.n.e. ziemie te przekształcone zostały w asyryjską prowincję. Tym samym podbita przez Asyryjczyków Babilonia podzielona była teraz na dwie prowincje, którymi zarządzali gubernator Gambulu i gubernator Babilonu. W 709 r. p.n.e. część terenów należących do plemienia Bit-Jakini została zaanektowana przez Asyryjczyków i przyłączona do obu prowincji. Dur-Abi-hara, jedno z głównych miast Gambulu, pod nową nazwą Dur-Nabu stało się stolicą nowej prowincji. Kontrola asyryjska nad tymi ziemiami nie utrzymała się jednak długo i Sennacheryb już w drugim roku swego panowania (703/702 p.n.e.) ponownie musiał je podbijać. W 691 r. p.n.e. Gambulu dołączyli do antyasyryjskiej koalicji Elamu, Chaldejczyków, Aramejczyków i Babilończyków. Wojska koalicji starły się z Asyryjczykami w bitwie pod Halule, nad rzeką Tygrys. Według źródeł asyryjskich to Asyryjczycy mieli odnieść zwycięstwo w tej bitwie, ale nie jest to wcale takie pewne, gdyż wydaje się, że Gambulu byli w stanie odzyskać i utrzymać swą niezależność. Ok. 676 r. p.n.e. Bel-iqisza, przywódca Gambulu, zmuszony został do zapłacenia trybutu Asarhaddonowi. Za rządów Bel-iqiszy i jego syna Dunanu relacje Gambulu z Asyrią pozostawały wrogie i obaj często wchodzili w antyasyryjski sojusz z Elamem. 
Konflikt z Asyrią wybuchł na nowo na początku rządów Aszurbanipala, kiedy to Bel-iqisza połączył siły z Nabu-szum-ereszem, gubernatorem Nippur, i Urtakiem, królem Elamu, najeżdzając zależną od Asyrii Babilonię. Aszurbanipalowi udało się pokonać tę koalicję dopiero wiele lat później. W 653 r. p.n.e. uderzył on na Elam, rządzony przez Tepti-Humban-Inszuszinaka (Teummana), uzurpatora, który przejął władzę po śmierci Urtaka. W bitwie nad rzeką Ulai Tepti-Humban-Inszuszinak został pokonany i zabity, a triumfujący Aszurbanipal wkroczył na ziemie Gambulu oblegając ich stolicę Sza-pi-Bel (w źródłach asyryjskich Sapija). Chociaż Dunanu, nowy przywódca Gambulu, poddał się Aszurbanipalowi bez walki, ten rozkazał splądrować jego ziemie i zburzyć Sza-pi-Bel. W swych rocznikach Aszurbanipal twierdzi, iż kazał deportować całą ludność Gambulu wraz z ich stadami bydła, owiec i koni. Dunanu, jego brata i innych członków jego rodziny zabrano jako jeńców do Niniwy. Na szyi Dunanu król asyryjski rozkazał powiesić odciętą głowę zabitego króla elamickiego.
Pomimo twierdzeń Aszurbanipala, że całkowicie zniszczył i wyludnił ziemie Gambulu, ponownie wystąpili oni przeciw niemu, dołączając w 652 r. p.n.e. do buntu babilońskiego króla Szamasz-szuma-ukina, brata Aszurbanipala. Po stłumieniu rebelii w 648 r. p.n.e. przez Aszurbanipala i wysłaniu przez niego w 647 r. p.n.e. wyprawy karnej do Elamu, Gambulu wraz z innymi plemionami zamieszkującymi nad granicą asyryjsko-elamicką poddali mu się bez walki.
Po upadku imperium asyryjskiego w końcu VII w. p.n.e. Gambulu wymieniani są w inskrypcjach babilońskiego króla Nabuchodonozora II (604-562 p.n.e.), według których ich ziemie stanowić miały część prowincji zarządzanej przez niejakiego Marduk-szar-usura.